# Walter Benjamin
 Der er for få eller ingen kildehenvisninger i denne artikel, hvilket er et problem. Du kan hjælpe ved at angive troværdige kilder til de påstande, som fremføres i artiklen.

Walter Bendix Schönflies Benjamin (født 15. juli 1892 i Berlin, død 26. september 1940 i Portbou (en), Spanien) var en tysk-jødisk filosof, litteraturkritiker, avantgardeteoretiker, essayist, oversætter m.m. Benjamin endte sit eget liv i foråret 1940 ved den spansk-franske grænse på flugt fra nazisterne.
En væsentlig del af Benjamins virke fokuserede på kampen mod fascisme og et begreb om revolution, der ikke indebar noget fremskridt, men tværtimod en standsning af tiden. Hans eklektiske tænkning, der både trækker på Karl Marx såvel som jødisk mysticisme, viser sig i forsøget på at tænke en materialistisk opfattelse af historien, der samtidigt er informeret af teologiske spørgsmål, fx omkring messias, apokalypse, tidslighed, og "den virkelige undtagelsestilstand" der måtte ophæve Loven.

## Traditioner af tænkning
Benjamins tænkning udmærker sig ved et væld af referencepunkter. Han kombinerede således Frankfurterskolens kritiske teori med Hegels dialektiske idealisme, Marxs historiske materialisme, Bertolt Brechts kritiske æstetik og Gershom Sholems jødiske mysticisme.

## Liv
Walter Benjamin og hans yngre søskende Georg og Dora var født og opvokset i et velhavende, jødisk hjem i Berlin. Hans far, Emil, var bankmand i Paris og flyttede senere til Berlin, hvor han handlede med antikviteter og blev gift med Pauline Schönflies (Benjamins mor). I 1902 som tiårig blev Benjamin indskrevet på Kaiser Friedrichsskolen i Charlottenburg, hvor han dimitterede ti år senere. Hans helbred var skrøbeligt, og i 1905 sendte hans forældre ham på kostskole på landet i Thüringen, hvor han var indskrevet i to år til 1907, hvor han vendte tilbage til Berlin og fortsatte sine studier på Kaiser Friedrichsskolen.

### 1912-23: Universitetstid og Frankfurterskolen
I 1912, 20 år gammel, blev han indskrevet på universitetet i Freiburg, men i slutningen af sommersemestret vendte han tilbage til Berlin, hvor han blev indskrevet på Humboldt-Universität, hvor han fortsatte sine studier i filosofi. Han blev valgt som præsident for studenterorganisationen ”Freie Studentenschaft”, hvor han brugte en betydelig mængde af tid på at argumentere for nødvendigheden af generelle ændringer af uddannelsesindholdet og kulturelle forandringer. Da han ikke blev genvalgt, vendte han tilbage til Freiburg og viste her særlig interesse for Heinrich Rickerts forelæsninger. I denne periode besøgte han også Paris og Italien. 
I 1914 begyndte Benjamin at oversætte den franske lyriker Charles Baudelaire. Det efterfølgende år flyttede han til München og fortsatte sine studier ved München Universitet, bl.a. under Moritz Geiger, hvor han mødte Rainer Maria Rilke og Gershom Scholem og på samme tid skrev en opgave om den tyske poet Friedrich Hölderlin. I 1917 blev han overført til universitet i Bern, hvor han mødte Ernst Bloch og giftede sig med Dora Sophie Pollak (født Kellner) (1890–1964), med hvem han fik sønnen Stefan Rafael (1918–1972). I 1919 fik Benjamin sin Dr.phil. med essayet Begriff der Kunstkritik in der deutschen Romantik. På grund af økonomiske problemer vendte han tilbage sammen med sin kone til Berlin for at bo hos sine forældre, og i 1921 udgav han Kritik af volden (Kritik der Gewalt).
I 1923, da Institut für Sozialforschung (også kendt som Frankfurterskolen) blev grundlagt, udgav han Charles Baudelaire, Tableaux Parisiens. Han mødte samtidig Theodor Adorno og Georg Lukács, hvis værk Romanens Teori, som blev udgivet 1920, påvirkede Benjamin betydeligt. Efterkrigstidens inflation i Weimarrepublikken gjorde, at hans far havde problemer med fortsat at understøtte sønnen. I slutningen af 1923 emigrerede hans bedste ven, Gershom Scholem, til Palæstina, og i de følgende år prøvede Scholem at overbevise Benjamin om at gøre det samme.

### 1924-29: Udgang fra akademia og begyndelse påPassage-arbejdet
I 1924 blev Benjamins afhandling Goethes Wahlverwandtschaften udgivet af Hugo von Hoffmansthal i tidsskriftet Neue Deutsche Beiträge. Derudover tilbragte Benjamin i 1924 sammen med Ernst Bloch fem måneder på den italienske ø Capri, hvor han skrev sin disputats Ursprung des deutschen Trauerspiels (Den tyske tragedies oprindelse). Her mødte han den lettiske skuespiller og kommunist Asja Lācis, som boede i Moskva. Hun skulle efterfølgende vise sig at få en vigtig og varig indflydelse på Benjamin både intellektuelt og erotisk. 
I 1925 blev Ursprung des deutschen Trauerspiels afvist af Frankfurt Universitet som disputats (Habilitationsschrift), hvilket effektivt lukkede mulighederne for en akademisk karriere for den nu 33 år gamle Benjamin. I samarbejde med Franz Hessel (1880–1941) oversatte han det første bind af Prousts À la Recherche du Temps Perdu ("På sporet af den tabte tid") . I 1926 begyndte han at skrive for den tyske avis Frankfurter Zeitung og Die Literarische Welt, hvilket gav ham råd til at besøge Paris i flere måneder. I december 1926 døde hans far, og han tog til Moskva, hvor han igen mødtes med Asja Lācis, som på dette tidspunkt var syg og befandt sig på et sanatorium. 
I 1927 begyndte han arbejdet med Passageværket ("Das Passagenwerk"), hans monumentale og ufuldendte værk, som han arbejdede på indtil sin død. Samme år mødte han for sidste gang Gershom Sholem og overvejede at flytte med denne til Palæstina. I 1928 blev han separeret fra sin kone Dora (de blev endelig skilt to år senere) og udgav Einbahnstraße og Ursprung des deutschen Trauerspiels. I 1929 i Berlin introducerede Asja Lācis Benjamin for Bertolt Brecht, som hun på dette tidspunkt var assistent for. Benjamin forsøgte desuden at genoplive sin akademiske karriere som lærer ved universitetet i Heidelberg. 

### 1933-39: Nazismens opkomst, omrejsning og "Reproduktionsessayet"
I 1932 i kølvandet på det kaos, som det efterfølgende år skulle gøre Adolf Hitler til rigskansler, forlod Walter Benjamin Tyskland og tilbragte fem måneder på den spanske ø Ibiza. Efterfølgende flyttede han til Nice, hvor han overvejede muligheden for at begå selvmord. I 1933, hvor Hitler kom til magten og startede forfølgelserne af jøderne, besøgte  Benjamin Bertolt Brecht i Svendborg i Danmark og den italienske by Sanremo, hvor hans ekskone boede, før han til sidst flyttede til Paris. 
Som hans økonomiske situation blev tilspidset, begyndte han at samarbejde med Max Horkheimer og modtog samtidig midler fra Institut für Sozialforschung, som på dette tidspunkt havde forladt Frankfurt og etableret sig i New York. Samtidig mødte han andre tyske kunstnere og intellektuelle, som var flygtet til Paris. Han blev venner med Hannah Arendt, Hermann Hesse og Kurt Weill. I 1936 blev Kunstværket i dets tekniske reproducerbarheds tidsalder ("L'Œuvre d'Art à l'Époque de sa Reproductibilité Technique") udgivet på fransk af Max Horkheimer i Zeitschrift für Sozialforschung.
I 1937 arbejdede Benjamin på Das Paris des Second Empire bei Baudelaire. Han mødte Georges Bataille og tilsluttede sig den franske intellektuelle gruppe Collège de Sociologie i Paris. I 1938 besøgte han for sidste gang Bertolt Brecht, som levede i eksil i Danmark. I de efterfølgende fem måneder fratog Hitler de tyske jøder deres statsborgerskab, og Benjamin blev derved statsløs. Som konsekvens af dette internerede de franske myndigheder ham i tre måneder i en lejr nær ved Nevers.

### 1940:Om historiebegrebet, flugt og død
I januar 1940 kom Benjamin tilbage til Paris, hvor han skrev teksten Om historiebegrebet. I juni angreb Hitler Frankrig, og Benjamin flygtede til Lourdes sammen med sin søster, én dag før tyskerne erobrede Paris. I august fik han visum til USA, som Max Horkheimer havde forhandlet sig frem til. I et forsøg på at undgå Gestapo planlagde Benjamin at flygte via det neutrale Portugal, som han håbede på at nå via Spanien. Hvad der herefter skete har været diskuteret af forskere lige siden Benjamins mystiske død. Han tilsluttede sig en gruppe af jødiske flygtninge, der ligesom han selv var på flugt fra nazisterne og der er indikationer på, at han nåede til Portbou på grænsen mellem Frankrig og Spanien. Ved grænseovergangen blev Benjamins gruppe stoppet af det spanske grænsepoliti, og Benjamin begik muligvis selvmord ved at tage en overdosis af morfin. Selvom hans grav ikke er identificeret, er der rejst et særegent mindesmærke for ham ned til Middelhavet ved kirkegården i Port Bou, skabt af den israelske kunstner Dani Karavan.

## Oversættervirke
Benjamin oversatte adskillige tekster, bl.a. The Tableaux Parisiens version af Baudelaires Les Fleurs du mal og Marcel Prousts På sporet af den tabte tid.

## Bøger af Benjamin på dansk
- Kulturindustri : udvalgte skrifter (Rhodos, 1973)
- Ensrettet gade (Modtryk, 1993)
- Fortælleren og andre essays (Gyldendal, 1996)
- Kulturkritiske essays (Gyldendal,1998)
- Barndom i Berlin omkring år 1900 (Rævens Sorte Bibliotek, forlaget politisk revy, 2000)
- Passageværket (Rævens Sorte Bibliotek, forlaget politisk revy, 2007)
- Det tyske sørgespils oprindelse (Museum Tusculanum, 2014)
- Goethes valgslægtskaber (Forlaget Senmund, 2020)